# Filippo Franceschi
Filippo Franceschi (Brandeglio, 15 maggio 1924 – Padova, 30 dicembre 1988) è stato un arcivescovo cattolico italiano.

## Biografia
Nato a Brandeglio, frazione di Bagni di Lucca, il 15 maggio 1924, venne ordinato sacerdote il 21 dicembre 1946 dall'arcivescovo di Lucca Antonio Torrini.
Dal 1949 al 1952 fu vicedirettore del Collegio Augustinianum dell'Università Cattolica del Sacro Cuore di Milano.
Il 9 novembre 1953 conseguì la laurea in lettere presso l'Università Cattolica del Sacro Cuore di Milano e, il 20 giugno 1960, la licenza in teologia presso la Pontificia Università Lateranense di Roma.
Decano di San Michele in Foro, a Lucca, dal 1961, il 1º giugno 1964 fu chiamato a Roma a ricoprire l'ufficio di assistente nazionale del settore giovani di Azione Cattolica.

### Ministero episcopale
Nominato vescovo coadiutore di Tarquinia e Civitavecchia, titolare di Silli, il 30 maggio 1973, ricevette l'ordinazione episcopale il 29 giugno dello stesso anno per l'imposizione delle mani di papa Paolo VI.
Il 15 luglio 1976 fu nominato arcivescovo di Ferrara e vescovo di Comacchio; il 7 gennaio 1982 arcivescovo-vescovo di Padova.
Colpito da un male incurabile, il 31 marzo 1988, durante la messa crismale, ricevette, per sua espressa volontà, l'unzione degli infermi dal vicario generale Alfredo Magarotto; morì il 30 dicembre dello stesso anno. Il rito esequiale si tenne nella cattedrale di Padova e fu presieduto dal cardinale patriarca di Venezia Marco Cé.

## Genealogia episcopale
La genealogia episcopale è:
- Cardinale Scipione Rebiba
- Cardinale Giulio Antonio Santori
- Cardinale Girolamo Bernerio, O.P.
- Arcivescovo Galeazzo Sanvitale
- Cardinale Ludovico Ludovisi
- Cardinale Luigi Caetani
- Cardinale Ulderico Carpegna
- Cardinale Paluzzo Paluzzi Altieri degli Albertoni
- Papa Benedetto XIII
- Papa Benedetto XIV
- Papa Clemente XIII
- Cardinale Marcantonio Colonna
- Cardinale Giacinto Sigismondo Gerdil, B.
- Cardinale Giulio Maria della Somaglia
- Cardinale Carlo Odescalchi, S.I.
- Cardinale Costantino Patrizi Naro
- Cardinale Lucido Maria Parocchi
- Papa Pio X
- Papa Benedetto XV
- Papa Pio XII
- Cardinale Eugène Tisserant
- Papa Paolo VI
- Arcivescovo Filippo Franceschi